# طوربيد اللحم (طعام)
طوربيد اللحم  هي صينية باللحم المفروم و البيض المسلوق مصرية ، تشبه البيض الإسكتلندي .

## طريقة عمله
يطهى طوربيد اللحم من اللحم المفروم المضاف إليه قليل من الخبز المنقوع في الحليب و دقيق البقسماط . يعصر الخبز من الحليب الزائد ويضاف إلى اللحم والبقسماط . يتبل المخلوط جيدا بالملح والفلفل الأسود ومسحوق كبابة صيني ويخلط جديدا ، وربما يضاف إلى المخلوط بيضة أو بيضتين للتماسك (تعتمد على نوع البقسماط وكمية الخبز ). يوضع نصف المخلوط في وعاء مستطيل بارتفاع 10 سنتيمتر بعد دهن جوانبة والقاع بقليل من الزبد السايح . وتُرص فيه طوليا عدد 4 - 5 بيضات مسلوقة مقشورة . ثم يغطي البيض بنصف مخلوط اللحم الباقي . توضع في فرن عند 180 درجة مئوية لمدة 60 - 70 دقيقة . يخرط طوربيد اللحم إلى شرائح سمك 2 سنتيمتر ، وبالهناءوالشفاء .

## طريقة السلق
بعد إعداد مخلوط اللحم المفروم كما ذكر أعلاه ، يلف مخلوط اللحم وبوسطه البيض في ورقة الفرن ليأخذ شكلا أسطوانيا (يجب التأكد من التغطية الكاملة للبيض داخل اللحم ) ، وهذا هو شكل الطوربيد . تُكبس الأسطوانة الورقية من الجهتين وتُربط ، ويتم تسويتها في الماء المغلى وقليل من الملح وورقتين من أوراق الغار .